# 普里戈罗德内农村居民点 (伏尔加格勒州)
普里戈罗德内农村居民点（俄语：Пригородное сельское поселение）是俄罗斯联邦伏尔加格勒州弗罗洛沃区所属的一个农村居民点。其下辖有7个居民点，行政中心为普里戈罗德内。据2016年统计，该农村居民点的人口为1407人。